# Free Comic Book Day

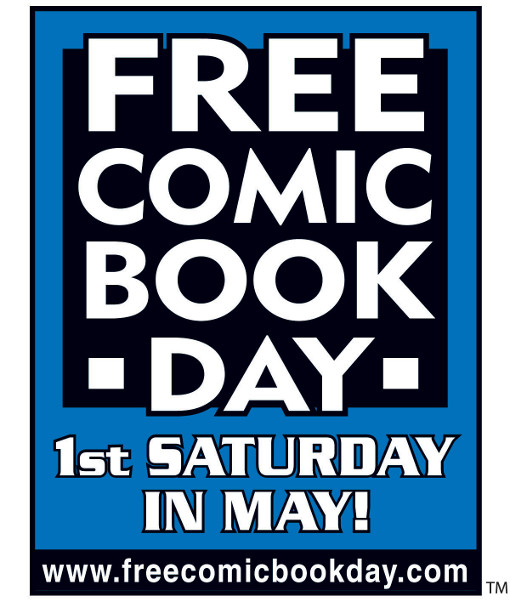
Logotip de la jornada.

El Free Comic Book Day («Dia del Còmic Gratuït») és una jornada anual d'animació lectora en la qual les llibreries especialitzades regalen exemplars publicats expressament per les editorials: la iniciativa sorgí als Estats Units d'Amèrica de la mà de Joe Field i se celebrà per primera volta l'any 2002, el dia de l'estrena d'Spider-Man; d'ençà, el FCBD té lloc el primer dissabte de maig.
A Espanya, el Día del Cómic Gratis es fa de 2010 ençà.